# Đội tuyển Davis Cup Monaco
Đội tuyển Davis Cup Monaco đại diện Monaco ở giải đấu quần vợt Davis Cup và được quản lý bởi Liên đoàn Quần vợt Monaco.
Monaco hiện tại thi đấu ở Nhóm II khu vực Âu/Phi.  Họ từng vào đến bán kết khu vực châu Âu năm 1972.

## Lịch sử
Monaco lần đầu tiên tham gia Davis Cup vào năm 1929.

## Đội hình hiện tại (2018)
- Lucas Catarina
- Romain Arneodo